# Fritz Lux
Fritz Lux (* 1883; † 1950) war ein Schweizer Lebensmitteltechnologe und Wegbereiter des Malzbieres.
1920 traf er mit Ferdinand Glaab II in Weihenstephan zusammen, nachdem es ihm gelungen war, aus dem Plasma von Hefezellen Vitamin B1 freizulegen. Er bekam das Verfahren 1932/1933 (Einreichung 1930) patentiert. Malzbier wurde dadurch entwickelt und in der Firma Glaabsbräu gebraut. 1931 wurde das Malzbier für die Vita-Lux-Gesellschaft unter dem Namen Vitamalz patentiert.
1922 übernahm er in Hösbach die Ziegelei Rausch, die in "Bayerische Ziegelwerke Hösbach" umbenannt wurde. In dieser Fabrik arbeitete er an seinen Erfindungen weiter. So entwickelte er unter anderem den Wasserzähler oder die Gleichrichterschaltung fort.
Fritz Lux arbeitete auch auf anderen Gebieten der Lebensmittelindustrie. Er erhielt Patente für Verfahren zur Herstellung von hellfarbigen Fleisch- oder Wurstwaren (1937), zur Verbesserung von blutfarbenen Fleisch- und Wurstwaren (1937), zur Anreicherung von Bier mit Vitaminen und sonstigen Wirkstoffen der Hefe (1938), zur Verbesserung von Backmehlen (1939), zur Herstellung von fettarmen Backvormischungen (1939, mit Richard Lubig) und zur Herstellung von Mikroorganismen-Plasmolysaten aus Hefe (1939, mit Richard Lubig), zur Teigbereitung für unter Milchverwendung hergestellte Hefegebäcke (1940) und zum Verkapseln von Gefässen (1940 und 1942).